# Entosthodon handelii
Entosthodon handelii är en bladmossart som beskrevs av Lazarenko 1938. Entosthodon handelii ingår i släktet koppmossor, och familjen Funariaceae. Inga underarter finns listade i Catalogue of Life.